# Giorgio Faletti
Giorgio Faletti (Asti, 25 novembre 1950 – Torino, 4 luglio 2014) è stato uno scrittore, attore, cantautore, comico e cabarettista italiano.

## Biografia

### I primi anni e ilcabaret

Faletti al Drive In nei panni di Vito Catozzo (1985)

Figlio unico di Carlo Faletti e di Michela Dafarra, Giorgio Faletti visse l'infanzia nel Borgo Torretta, in un modesto alloggio di Corso Torino 133, ad Asti. Suo padre era un commerciante ambulante e vendeva bottoni e forcine per i capelli in piazza Vittorio Alfieri, nel centro di Asti. Sua madre era una sarta. Il nonno di Faletti era un antiquario e raccoglieva nel suo magazzino oggetti antichi, opere d’arte, mobili e libri. Dopo la laurea in giurisprudenza, preferì intraprendere la via dello spettacolo. Si trasferì a Milano, dove frequentò i corsi della neonata scuola teatrale milanese Quelli di Grock, fondata da Maurizio Nichetti. Incominciò la carriera come cabarettista nel locale milanese Derby negli anni Settanta, nello stesso periodo in cui sul palco del locale circolavano Diego Abatantuono, Teo Teocoli, Massimo Boldi, Paolo Rossi, Giorgio Porcaro, Francesco Salvi, Enzo Jannacci.
In televisione esordì nel 1979 a Telealtomilanese nell'ambito della trasmissione televisiva Playboy di mezzanotte, nel 1981 passò poi sugli schermi di Antennatre ne Il guazzabuglio, e nel 1983 partecipò a fianco di Raffaella Carrà a Pronto Raffaella. Nel 1985 entrò in Drive In, programma televisivo di Antonio Ricci. Il suo personaggio più famoso era Vito Catozzo, ma ne interpretò anche altri, come Carlino, Suor Daliso, il Cabarettista Mascherato, Topolinho e il "testimone di Bagnacavallo". Poco dopo, a fianco di Zuzzurro e Gaspare creò il personaggio di Franco Tamburino in Emilio.

Faletti e Nino Frassica in Acqua calda (1992)

Nel 1990 partecipò all'undicesima stagione di Fantastico al fianco di Pippo Baudo, Marisa Laurito e Jovanotti e, successivamente, a Stasera mi butto... e tre! con Toto Cutugno. Dal 30 settembre al 30 novembre 1991 condusse in coppia con Lando Buzzanca il telegiornale satirico Striscia la notizia e mentre annunciava le notizie impersonò alcune delle sue macchiette buffe e stravaganti, e nel 1992 partecipò al varietà domenicale Acqua calda su Rai 2 con Nino Frassica. Nel 1996 e 1997 Faletti fu ospite fisso come comico e opinionista in due edizioni della trasmissione Roxy Bar, condotta da Red Ronnie su Telemontecarlo. Nel 1999 Faletti fece parte del gruppo di comici della trasmissione televisiva Facciamo cabaret di Italia 1.

### L'attività musicale
La prima attività musicale di Faletti si realizzò nel 1980 quando, assieme al compositore Dario Piana, realizzò per l'etichetta Eleven di Aldo Pagani, un 45 giri di genere pop- musica leggera strumentale. Il duo si firmò con il nome “Island”. Con gli anni Faletti si avvicinò maggiormente al mondo della musica e nel 1988 pubblicò il mini-album Colletti bianchi, colonna sonora del telefilm omonimo che lo vide fra i protagonisti. Nel 1991 uscì Disperato ma non serio, il suo secondo disco, contenente tra gli altri Ulula, dal notevole successo commerciale e radiofonico, con la quale partecipò al Festivalbar 1991. Sempre quell'anno scrisse per Mina il pezzo Traditore, incluso in Caterpillar. L'anno seguente partecipò per la prima volta, in coppia con Orietta Berti, al Festival di Sanremo, presentando la canzone Rumba di Tango, inserita poi nel suo terzo album Condannato a ridere.
Nel 1994 fu di nuovo al Festival, classificandosi al 2º posto e aggiudicandosi il Premio della critica con la canzone Signor tenente, ispirata alle stragi di Capaci e di via d'Amelio. Il pezzo venne inserito nell'album Come un cartone animato, prodotto da Danilo Amerio e premiato con un disco di platino. Nel 1995, ancora a Sanremo, cantò L'assurdo mestiere, dalla vena malinconica e riflessiva. Alla medesima edizione del festival partecipò come autore della canzone Giovane vecchio cuore cantata da Gigliola Cinquetti. L'album omonimo, L'assurdo mestiere, vinse il Premio "Rino Gaetano". Nel 2000 pubblicò Nonsense, sesto e ultimo album.

Da destra: Faletti sul palco del Festival di Sanremo 1994 con gli altri due premiati dell'edizione, Aleandro Baldi e Laura Pausini

Scrisse in generale solamente i testi delle canzoni, ma talvolta fu compositore e paroliere degli stessi brani per svariati artisti. Per i Dik Dik scrisse Io, te, l'infinito (brano dell'album Amico, 1978); per Dario Baldan Bembo scrisse nel 1979 tutto l'album omonimo Dario Baldan Bembo e diede forma anche ai testi dei brani del relativo 45 giri incisi in entrambi i lati Giuro/Cosa siamo noi, (1979). Sempre per i Dik Dik scrisse altri due brani, Vuoto a rendere e Mamamadama (1980); per Drupi scrisse il testo e compose la musica della canzone Maledetta musica (brano dell'album Amica mia, 1992). Per Fiordaliso scrisse Mascalzone (1994) e per Angelo Branduardi scrisse due brani dell'album Camminando camminando, 1996. In seguito collaborò ancora con Branduardi, componendo per lui l'intero album Il dito e la luna (1998), tra cui Il giocatore di biliardo e La comica finale, ispirata alla vita di Stan Laurel e Oliver Hardy.

### L'attività letteraria
Rifacendosi alle sue origini di attore comico, pubblicò nel 1994 il suo primo libro, intitolato Porco il mondo che ciò sotto i piedi, edito da Zelig, nel quale si narrano le gesta del suo personaggio più celebre, Vito Catozzo. Nel frattempo, mise in scena lo spettacolo teatrale Tourdeforce mescolando l'umorismo e la caratterizzazione dei personaggi alla canzone d'autore. Nel 2002 Faletti sorprese col suo primo thriller, intitolato Io uccido, con più di quattro milioni di copie vendute. Alla fine dello stesso anno fu colpito da ictus, che riuscì a superare senza conseguenze.
Nel 2004 uscì il secondo romanzo, Niente di vero tranne gli occhi, con più di tre milioni e mezzo di copie. Jeffery Deaver, uno tra gli autori di thriller di maggior successo, dichiarò: «Uno come Faletti dalle mie parti si definisce larger than life, uno che diventerà leggenda». Nel 2005 fu testimonial per una campagna per la tutela del diritto d'autore, e nel novembre del 2005 ricevette dal Presidente della Repubblica Carlo Azeglio Ciampi il Premio Vittorio De Sica per la Letteratura. Nel 2005 vinse il "Premio letterario La Tore Isola d'Elba".

### Gli ultimi anni: letteratura, musica e cinema
Nel 2006 recitò nel film Notte prima degli esami interpretando il professor Antonio Martinelli, spietato docente di lettere, che alla fine stringe un forte legame con lo studente Luca Molinari interpretato da Nicolas Vaporidis. La sua interpretazione gli valse la candidatura al David di Donatello come migliore attore non protagonista. Ebbe anche un ruolo minore nel newquel Notte prima degli esami - Oggi. Nell'ottobre dello stesso anno pubblicò per Baldini Castoldi Fuori da un evidente destino, ambientato in Arizona. Già prima dell'uscita del libro, Dino De Laurentiis ne aveva acquistato i diritti per realizzare un film.

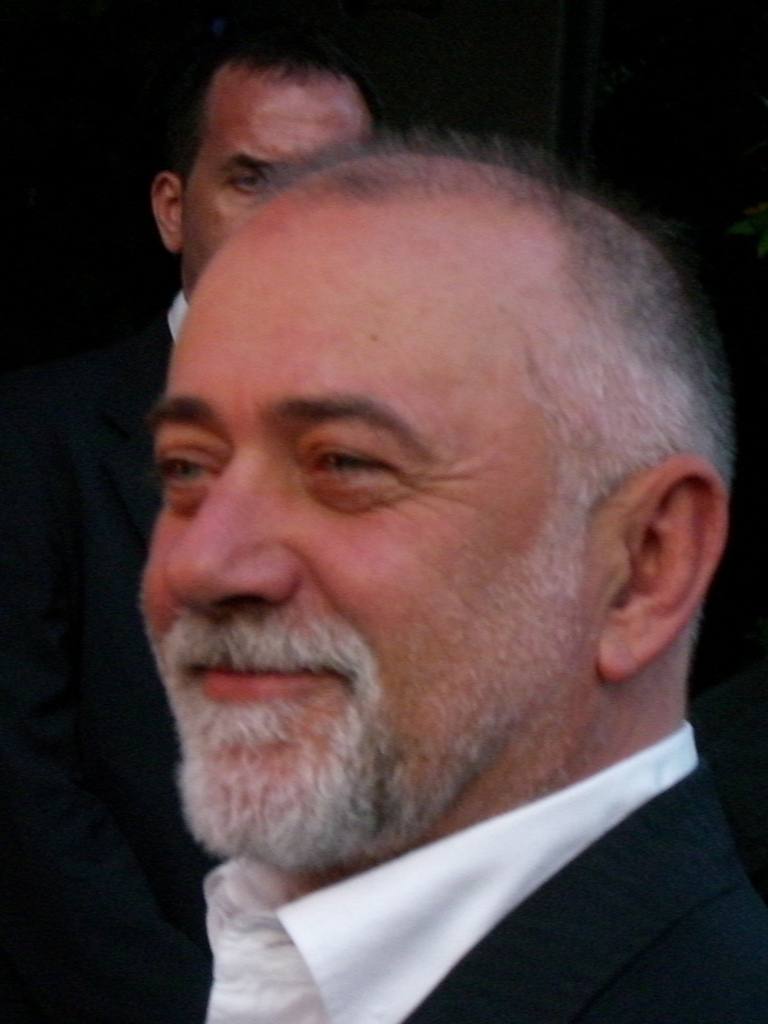
Faletti nel 2008

Nel 2007 Faletti tornò al Festival di Sanremo come autore della canzone The Show Must Go On, interpretata da Milva, classificatasi oltre la decima posizione. Il brano fa parte dell'album In territorio nemico, da lui interamente scritto. Recitò poi nel film Cemento armato, nel ruolo di un vendicativo malavitoso che perseguita il protagonista, ancora interpretato da Nicolas Vaporidis. Nel 2008 venne poi pubblicata la sua prima raccolta di racconti, intitolata Pochi inutili nascondigli (Baldini Castoldi), giunta tra i finalisti del Premio letterario Piero Chiara.
Nel dicembre 2008 fu ospite del programma televisivo comico-satirico Crozza Italia, condotto da Maurizio Crozza su LA7, e in quell'occasione fece la parodia di Diabolik e Ginko assieme al comico ligure.
Nella primavera del 2009 uscì il suo quarto romanzo, Io sono Dio (Baldini Castoldi), dal notevole successo di vendite. Su Italians, blog di Beppe Severgnini, fu fatto notare l'uso di calchi linguistici e la possibile presenza di un ghost writer dietro al romanzo. Faletti rispose liquidando la questione come figlia dell'invidia e del tentativo di ritagliarsi «cinque minuti di popolarità». Nello stesso anno fu autore di due brani; scrisse Gli anni che non hai per Marco Masini, contenuto nell'album L'Italia... e altre storie, e infine compose per Aldo Donati il testo di Diverso, brano in gara a "Il Festival degli Autori" di Sanremo, dove il 21 giugno 2009 vinse nella sezione BIG. Ancora nel 2009 recitò in Baarìa, film di Giuseppe Tornatore e ne Il sorteggio, film televisivo del 2010 al fianco di Giuseppe Fiorello ed Ettore Bassi diretto da Giacomo Campiotti, dove interpretò il sindacalista Gino Siboni.
Nel settembre del 2010 Faletti partecipò a O' Scià, il festival di musica leggera italiana che si svolse a Lampedusa, e duettò nella terza serata con il cantautore Claudio Baglioni, ideatore e organizzatore della rassegna musicale, sulle note di Signor tenente, brano di Faletti.
Nell'ultimo trimestre del 2010 venne pubblicato Appunti di un venditore di donne, primo romanzo dello scrittore ambientato in Italia e subito in testa alle classifiche di vendita. In occasione del Festivaletteratura di Mantova del 2011 lo scrittore annunciò il suo sesto romanzo, Tre atti e due tempi, pubblicato il 4 novembre 2011 e ambientato nel mondo del calcio.
Faletti fu invitato per la prima volta nel talk show Le invasioni barbariche di Daria Bignardi l'8 febbraio del 2011 e intervistato dalla conduttrice emiliana per parlare del libro Appunti di un venditore di donne dello scrittore e della sua carriera artistica.

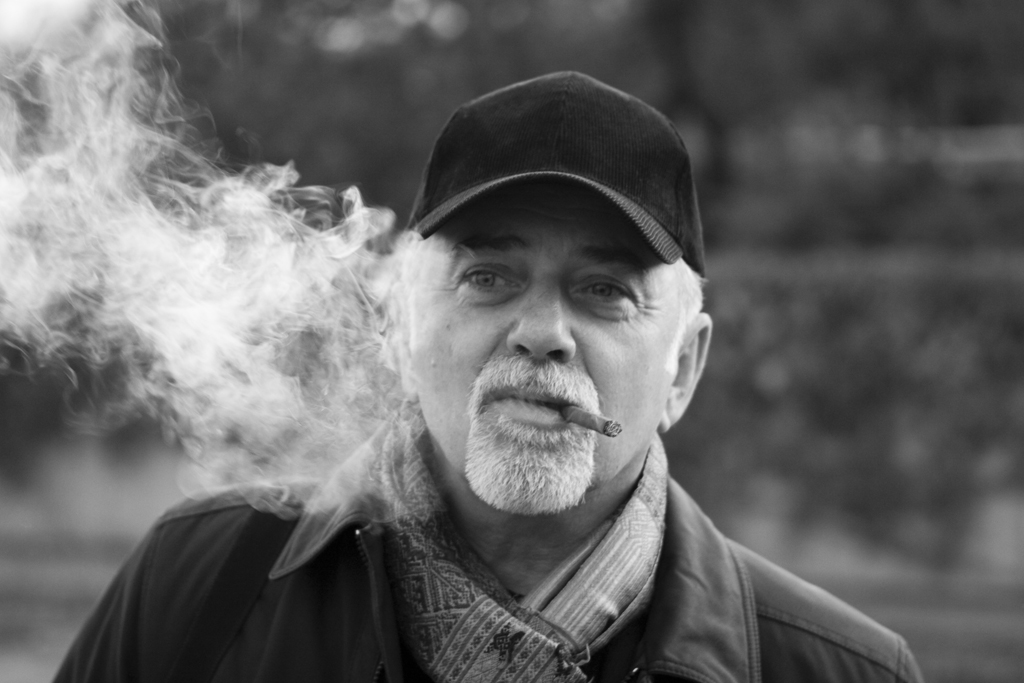
Faletti nel 2009 al Premio Chiara di Luino

Nel 2012, l'impegno e i successi in campo letterario gli valsero la nomina a presidente della Biblioteca Astense, per volere dell'amico Massimo Cotto, assessore alla cultura di Asti. Sempre nel 2012 divenne ambasciatore Eataly e partecipò all'inaugurazione della sede romana con un allestimento di alcune opere pittoriche della serie Bandiere, costituita da interpretazioni delle bandiere nazionali di vari Stati in chiave alimentare.
Nell'autunno del 2013 portò in scena per una breve tournée lo spettacolo musicale Nudo e Crudo, scritto assieme a Massimo Cotto e fatto di aneddoti, riflessioni e ricordi di vita.

### Malattia e morte
Affetto da tumore polmonare, nella primavera 2014 si sottopose a una serie di cure a Los Angeles. Trasferito all'ospedale Molinette di Torino, morì il 4 luglio 2014, a 63 anni. Dopo la camera ardente, allestita ad Asti nel Teatro Vittorio Alfieri, l'8 luglio i funerali si svolsero nella Collegiata di San Secondo. È sepolto nel cimitero di Asti. Nel 2015 gli è stata dedicata la Biblioteca Astense, di cui era stato presidente, che ha preso il nome di Biblioteca Astense Giorgio Faletti. Nel 2019, nel quinquennale della morte, la Fondazione Italia USA gli ha attribuito presso la Camera dei deputati il Premio America alla memoria, ritirato da Roberta Bellesini.

## Vita privata
Molto riservato, fu sposato in seconde nozze con l'architetto Roberta Bellesini, i due si conobbero nel 2000, durante un ricevimento nella casa di un amico comune ad Asti.

## Passioni sportive
Appassionato di corse automobilistiche, Faletti tenne per anni la rubrica Io, canaglia per la rivista Autosprint e partecipò come pilota a due rally valevoli per il campionato del mondo FIA: il Rally di Sanremo del 1992 con una Lancia Delta Integrale Gr.A del Martini Racing (classificandosi 15º assoluto), e il Rally di Montecarlo del 1998 con una Fiat Cinquecento Sporting Gr.A (classificandosi 54º assoluto), con Giuseppe Cerri come navigatore.
Nel 1992 partecipò al campionato italiano turismo con una Peugeot 205 Gr. N.
Nel 1993 prese parte alla cronoscalata del Nido Dell'Aquila con una Lancia Delta Integrale, cappottandosi senza conseguenze nel tratto finale. Nella settimana successiva la sua rubrica Io Canaglia su Autosprint fu intitolata "Qualcuno volò sul Nido dell'Aquila". Il testo, accompagnato da una foto a tutta pagina della vettura in volo, recitava semplicemente "Io, porca vacca!!!" Tra i suoi compagni di corse vi fu anche Dodi Battaglia.
Era tifoso della Juventus, della Ducati Corse e della Scuderia Ferrari.

## Filmografia

### Attore

#### Cinema
- Geppo il folle, regia di Adriano Celentano (1978)
- Si ringrazia la regione Puglia per averci fornito i milanesi, regia di Mariano Laurenti (1982)
- Grunt! - La clava è uguale per tutti, regia di Andy Luotto (1983)
- Miracolo italiano, regia di Enrico Oldoini (1994)
- Elvjs e Merilijn, regia di Armando Manni (1998)
- Tornare indietro, regia di Renzo Badolisani (2002)
- Notte prima degli esami, regia di Fausto Brizzi (2006)
- Il segreto di Rahil, regia di Cinzia Bomoll (2006)
- Notte prima degli esami - Oggi, regia di Fausto Brizzi (2007)
- Cemento armato, regia di Marco Martani (2007)
- Capitan Basilico, regia di Massimo Morini (2008)
- Baarìa, regia di Giuseppe Tornatore (2009)

#### Televisione
- Colletti bianchi, regia di Bruno Cortini (1988)
- Il sorteggio, regia di Giacomo Campiotti (2010)

### Sceneggiatore

#### Cinema
- Si ringrazia la regione Puglia per averci fornito i milanesi, regia di Mariano Laurenti (1982)
- Grunt! - La clava è uguale per tutti, regia di Andy Luotto (1983)

#### Televisione
- Crimini, episodi Terapia d'urto (2006) e Cane Nero (2010)

### Doppiatore
- Chuckles in Toy Story 3 - La grande fuga

## Discografia

### Album in studio
- 1988 - Colletti bianchi (colonna sonora)
- 1991 - Disperato ma non serio
- 1992 - Condannato a ridere
- 1994 - Come un cartone animato
- 1995 - L'assurdo mestiere
- 2000 - Nonsense
- 2012 - Quando presente nel libro Da quando a ora
- 2012 - Ora presente nel libro Da quando a ora
- 2016 - Anche dopo che tutto si è spento (postumo, raccolta + inediti)

### Singoli
- 1988 - Tette a lampadina
- 1991 - Lupo mannaggia
- 1992 - Rumba di tango (con Orietta Berti)
- 1994 - Signor tenente
- 1995 - L'assurdo mestiere
- 2000 - La grande attrazione
- 2011 - L'ombra

## Autore per altri interpreti
- Milva:
  - Canzone della donna che voleva essere marinaio (2007)
  - Tre sigarette (2007)
  - The Show Must Go On (2007)
  - Jaques (2007)
  - Cambio d'identità (2007)
  - Rovente (2007)
  - La mosca bianca (2007)
  - Mio fratello non trova lavoro (2007)
  - Maledetto (2007)
  - Questa notte la luna (2007)
- Mina:
  - Traditore (1991)
  - Compagna di viaggio (2011)
- Dik Dik:
  - Io, te, l'infinito (1978)
  - Vuoto a rendere (1980)
  - Mamamadama (1980)
- Fiordaliso:
  - Mascalzone (1994)
- Drupi:
  - Maledetta musica (1992)
- Angelo Branduardi:
  - Piccola canzone dei contrari (1996)
  - L'apprendista stregone (1996)
  - Il giocatore di biliardo (1998)
  - La comica finale (1998)
  -  Il dito e la luna (1998)
  - L'ultimo giorno del circo (1998)
  - Per ogni matematico (1998)
  - La parola ai mimi (1998)
  - L'uso dell'amore (1998)
  - Lamento di un uomo di neve (1998)
  - La regola del filo a piombo (1998)
  - Vita quotidiana di uno spettro (1998)
  - La leggenda del collezionista (1998)
  - Confesso che ho vissuto (1998)
  - Rataplan (2012)
- Dario Baldan Bembo:
  - Giuro (1979)
  - Voglio ridere (1979)
  - Atlantico (1979)
  - Canzone giocattolo (1979)
  - Prendo la mia vita così (1979)
  - Cosa siamo noi (1979)
  - Le parole non servono (1979)
  - Vecchio domani (1979)
  - Filastrocca (1979)
- Gigliola Cinquetti:
  - Giovane vecchio cuore (1995)
  - Senza di te senza di me (1995)
  - La vita è dura (1995)
  - L'amore d'aprile (1995)
  - Mi fermerò con te (1995)
  - Calypso (1995)
  - La prima donna sulla luna (1995)
  - Boreale (1995)
  - Rosa rosae (1995)
- Marco Masini:
  - Gli anni che non hai (2009)
- Aldo Donati:
  - Diverso (2009)

## Partecipazioni televisive

Jovanotti, Marisa Laurito e Giorgio Faletti in Fantastico 90 (1990)

- Playboy di mezzanotte (Telealtomilanese, 1979)
- Il guazzabuglio (Antennatre, 1983)
- Pronto Raffaella (Rai 1, 1983-1985)
- Drive In (Italia 1, 1985-1988)
- Cabaret per una notte (Italia 1, 1987)
- Emilio (Italia 1, 1989-1990)
- Fantastico (Rai 1, 1990-1991)
- Striscia la notizia (Canale 5, 1991)
- Stasera mi butto... e tre! (Rai 2, 1992)
- Acqua calda (Rai 2, 1992-1993)
- Canzoni sotto l'albero (Canale 5, 1993)
- Roxy Bar (Telemontecarlo, 1996-1997)
- Facciamo cabaret (Italia 1, 1999)
- Nati a Milano (Rai 2, 2003-2004)
- Crozza Italia (LA7, 2008)
- Le invasioni barbariche (LA7, 2011)

## Opere letterarie

### Romanzi
- Io uccido, Milano, Baldini & Castoldi, 2002. ISBN 88-8490-223-1[29]
- Niente di vero tranne gli occhi, Milano, Baldini Castoldi Dalai, 2004. ISBN 88-8490-637-7[30]
- Fuori da un evidente destino, Milano, Baldini Castoldi Dalai, 2006. ISBN 88-8490-985-6[31]
- Pochi inutili nascondigli (raccolta di 7 racconti), Milano, Baldini Castoldi Dalai, 2008. ISBN 88-6073-438-X[32]
- Io sono Dio, Milano, Baldini Castoldi Dalai, 2009. ISBN 978-88-6073-696-3
- Appunti di un venditore di donne, Milano, Baldini Castoldi Dalai, 2010. ISBN 978-88-6073-539-3[33]
- Tre atti e due tempi, Torino, Einaudi, 2011. ISBN 978-88-06-20425-9[34]
- La piuma, Milano, Baldini & Castoldi, 2015 (pubblicato postumo). ISBN 978-88-6852-856-0[35][36]
- L'ultimo giorno di sole, Milano, Baldini & Castoldi, 2017 (pubblicato postumo). ISBN 978-88-93-88521-8

### Racconti
- Ospite d'onore, in Crimini, Torino, Einaudi, 2005. ISBN 88-06-17576-9[37]
- La ricetta della mamma, in Giallo Uovo. Ne uccide più la gola che la spada, Milano, Mondolibri, 2006.
- La ragazza che guardava l'acqua, Milano, Corriere della Sera, 2007. ISSN 1827-9708
- Per conto terzi, in Crimini italiani, Torino, Einaudi, 2008. ISBN 978-88-06-19002-6[38]
- La torta nera, in Le nuove ricette del cuore, Torino, Blu Edizioni, 2008. ISBN 978-88-7904-062-4
- L'ospite (contiene i racconti Ospite d'onore e Per conto terzi), Torino, Einaudi, 2018.[39] ISBN 978-88-06-23948-0

### Altri libri
- Porco il mondo che ciò sotto i piedi, Milano, Zelig, 1994. ISBN 88-86471-00-9
- Da quando a ora, Torino, Einaudi, 2012 (con due compact disc: Quando e Ora). ISBN 978-88-06-21572-9[40]

### Audiolibri
- Una gomma e una matita, letto da Vinicio Marchioni, Emons Audiolibri, 2009
- Tre atti e due tempi, letto da Pino Insegno, Emons Audiolibri, 2012
- Niente di vero tranne gli occhi - Io sono Dio - Pochi inutili nascondigli - Appunti di un venditore di donne - Da quando a ora, letti da Diego Ribon, Audible, 2016
- La piuma, letto da Claudio Bisio, Audible, 2016

## Omaggi
Nel febbraio 2015 il cantautore milanese Enrico Ruggeri presenta al Festival di Sanremo (dove è invitato come ospite) la canzone Tre signori dedicata ad Enzo Jannacci, Giorgio Gaber e a Faletti.